# Национальный орден Вьетнама
Национальный орден (вьет. Bảo quốc Huân chương) — высшая государственная награда Южного Вьетнама.

## Описание
Национальный орден в Южном Вьетнаме был учреждён летом 1950 года, когда Государство Вьетнам из колонии стало частью Французского Союза. Орден был создан по образцу французского ордена Почётного легиона и колониального ордена Дракона Аннама. Орден вручался за военные и гражданские заслуги (предусматривалось награждение посмертно).
Орден имел пять степеней с разными правилами ношения:
- Кавалер большого креста — знак ордена на правом плече, звезда ордена на левой стороне груди;
- Великий офицер — знак на ленте с розеткой на левой стороне груди, звезда на правой груди;
- Командор — знак;
- Офицер — знак на ленте с розеткой на левой стороне груди;
- Кавалер — знак на ленте на левой стороне груди.

И знак, и звезда имели одинаковую форму и конструкцию. Лента красного цвета с жёлтым обрамлением по краям. Орден имел довольно много вариантов, потому что производился в самом Южном Вьетнаме, во Франции и в США.
| Кавалер Большого креста | Великий офицер | Командор | Офицер | Кавалер |
| ----------------------- | -------------- | -------- | ------ | ------- |
|                         |                |          |        |         |
| Ленты                   |                |          |        |         |
|                         |                |          |        |         |

## Награждённые
Во время вьетнамской войны Национальным орденом в Республике Вьетнам были награждены несколько военнослужащих армии США, большинство из которых были высокопоставленными военными и политическими советниками правительства Республики Вьетнам, например Александр Хейг, генерал армии США.
Среди награждённых — Хайле Селассие I, император Эфиопии.